# 小美玉市立玉里小学校
小美玉市立玉里小学校（おみたましりつ たまりしょうがっこう）は、茨城県小美玉市上玉里にあった公立の小学校。

## 沿革
- 1875年5月 - 本村上玉里中山小七郎氏宅で小学校授業を開始。
- 1879年7月 - 大字上玉里蔵下119坪の土地に65坪の校舎を建設
- 1894年5月 - 田余尋常小学校と改称。
- 1909年 - 上玉里1222番地に移転。
- 1910年 - 田余尋常高等小学校と改称
- 1941年4月 - 茨城県新治郡田余国民学校と改称。
- 1947年3月 - 学制改革により、茨城県新治郡田余村立田余小学校と改称。
- 1955年3月 - 田余村、玉川村の合併により茨城県新治郡玉里村立玉里小学校と改称。
- 1962年5月 - 旧玉里中学校校舎を移転改築し、本校舎とする。
- 2006年3月27日 - 町村合併により、小美玉市が発足。小美玉市立玉里小学校となる。
- 2021年3月31日 - 閉校